# SpaceX CRS-8
Chronologie
SpaceX CRS-7 SpaceX CRS-9 (en)
La mission SpaceX CRS-8, également connu sous le nom de SpX-8 était une mission de service de réapprovisionnement commercial vers la Station spatiale internationale (ISS) qui a été lancée le 8 avril 2016 à 20h43 UTC. Il s'agissait du 23e vol d'une fusée Falcon 9, du dixième vol d'un vaisseau cargo Dragon et de la huitième mission opérationnelle confiée à SpaceX par la NASA dans le cadre du programme Commercial Resupply Services. La capsule transportait plus de 3 100 kg de fret vers l'ISS, dont le module d’activité extensible Bigelow (BEAM), un prototype d'habitat spatial gonflable livré dans le coffre du véhicule, qui sera attaché à la station pour deux ans de tests de viabilité en orbite.
Après avoir lancé la charge utile sur sa trajectoire orbitale, le premier étage de la fusée est rentré dans les couches les plus denses de l'atmosphère et a atterri verticalement sur la plate-forme d'atterrissage océanique Of Cours I Still Love You neuf minutes après le décollage, franchissant une étape importante du Programme de développement de lanceurs réutilisables de SpaceX.
Le premier étage du Falcon 9 récupéré (SN:B1021) de cette mission est devenu le premier à voler de nouveau, lançant le satellite SES-10 le 30 mars 2017.

## Historique du calendrier de lancement

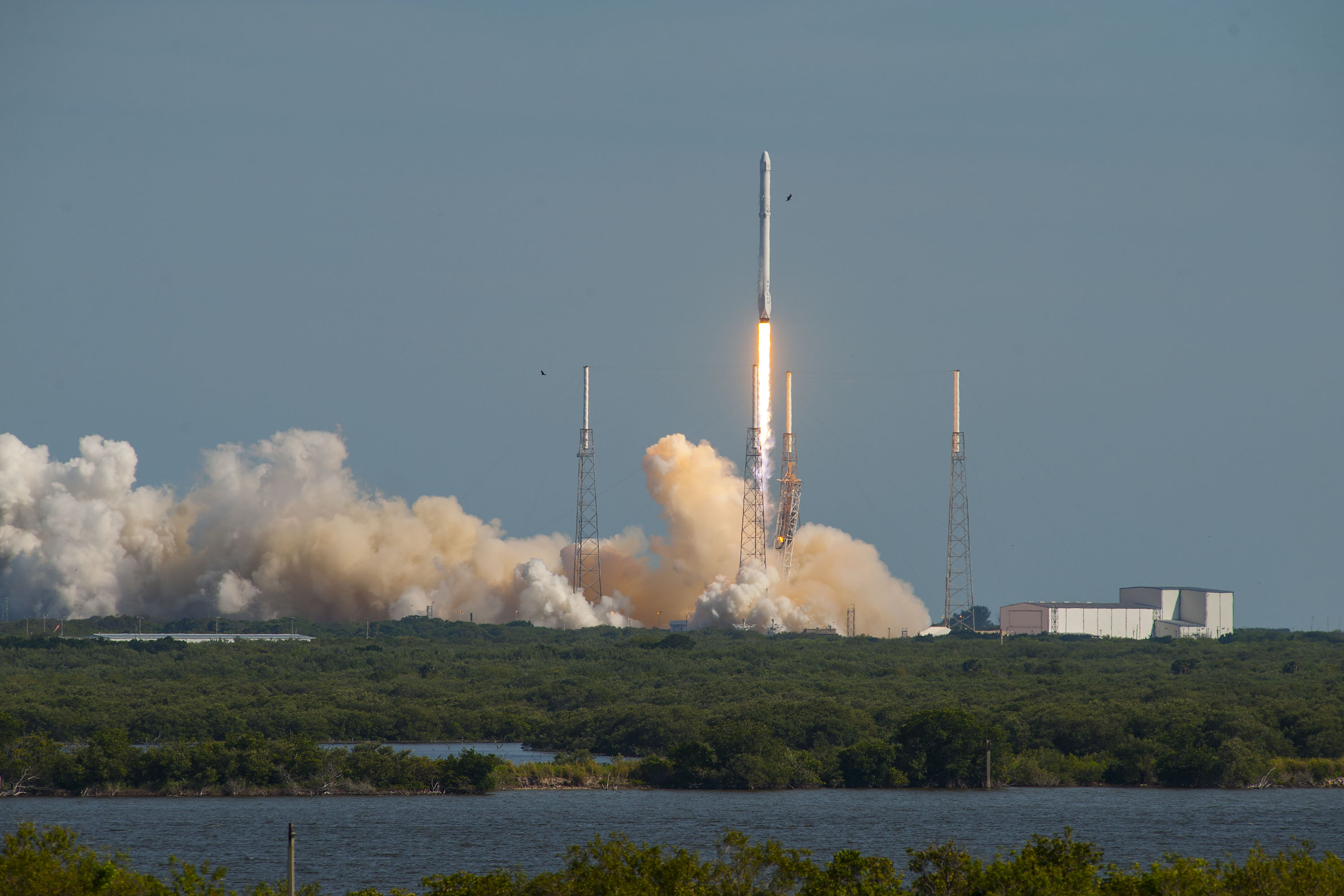
Décollage de la Falcon 9 du SLC-40 le 8 avril 2016.

Le lancement était initialement prévu par la NASA pour le 2 septembre 2015 au plus tôt. La date de lancement a été réexaminée en attendant le résultat de l'analyse de l'échec du lanceur Falcon 9 de SpaceX CRS-7, en juin 2015. Le projet de retour en vol (RTF) comprenait des améliorations supplémentaires.
Avec des changements supplémentaires annoncés par SpaceX à la mi-octobre, CRS-8 devait être le troisième lancement de la version améliorée Falcon 9 Full Thrust. En mars 2016, la date de lancement était fixée au 8 avril 2016, avec une fenêtre de lancement de sauvegarde le lendemain.
La mission a finalement été lancée dans les délais, à 20h43 UTC le 8 avril 2016. Le premier étage de la fusée s'est séparé environ 2 minutes 40 secondes après le décollage, et le deuxième étage s'est séparé environ dix minutes 30 secondes après le décollage.

## Charge utile principale
La NASA a passé un contrat avec SpaceX pour la mission CRS-8 et détermine donc les paramètres orbitaux de la charge utile principale : la capsule spatiale Dragon.
La mission a mis en orbite 3 136 kg de fournitures, d'expériences et de matériel pour l'ISS. Il s'agit notamment du premier module extensible de la station, appelé le module d'activité extensible Bigelow (BEAM), qui devrait rester sur la station pendant au moins deux ans d'observation et de test,. Seize CubeSats Flock 2d 3U ont également été livrés par le Dragon pour la constellation Flock d’observation de la Terre, construits et exploités par Planet Labs, qui seront déployés par le NanoRacks CubeSat Deployer.
Avec l’amerrissage de la capsule, la mission a renvoyé plus de 1 700 kg de fret de la station vers la Terre. 

## Atterrissage du premier étage

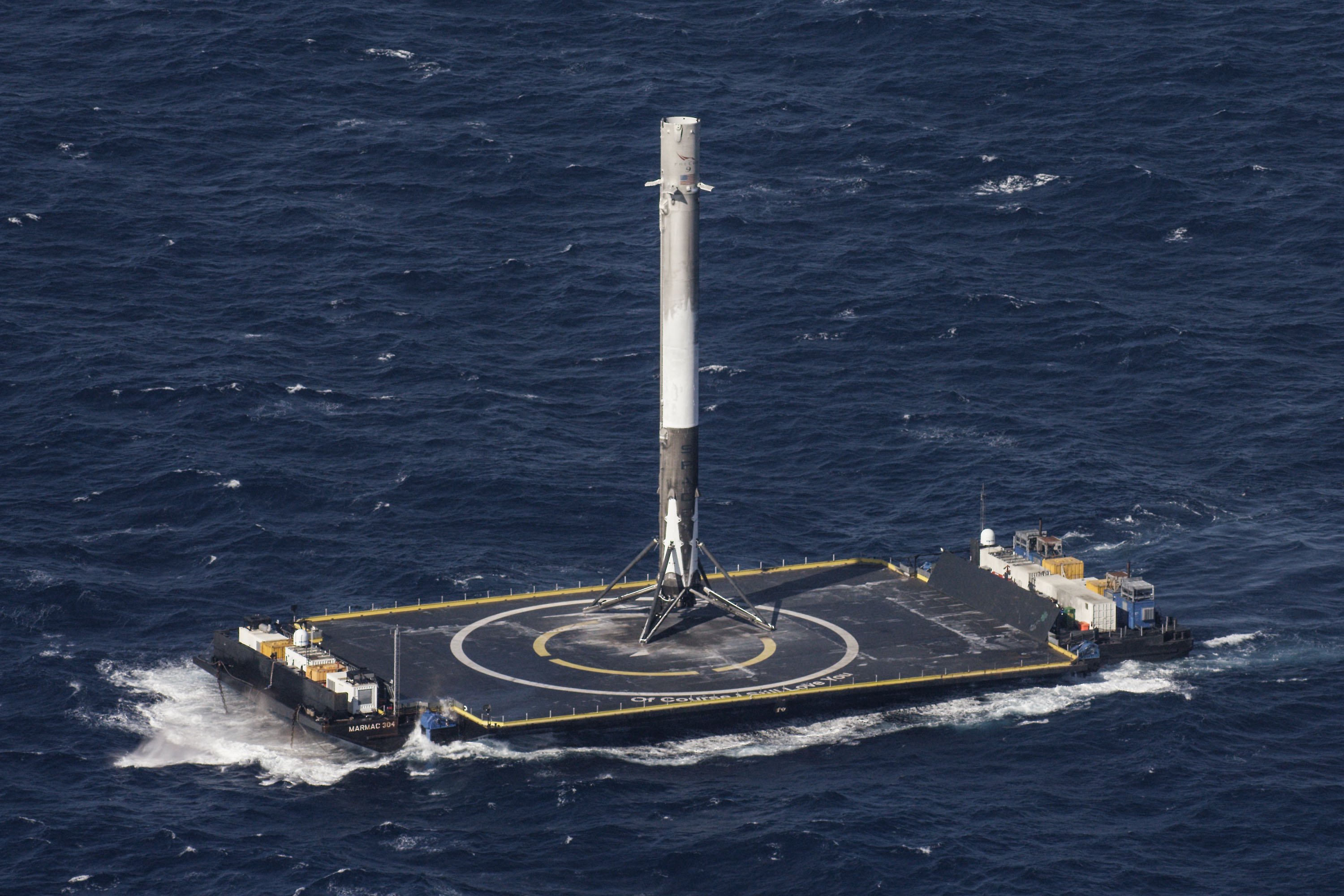
Le premier étage du vol 23 de Falcon 9 a atterri sur une barge de récupération autonome.

Après avoir placé le cargo CRS-8 en route vers la Station spatiale internationale, le premier étage de la fusée Falcon 9 a effectué une manœuvre expérimentale de rappel et de rentrée au-dessus de l'océan Atlantique. Neuf minutes après le décollage, à 20:52:10 UTC, le propulseur a atterri verticalement sur le drone autonome du port spatial Of Course I Still Love You, à 300 kilomètres de la côte de Floride, franchissant une étape très prisée pour le programme de développement de lanceurs réutilisables de SpaceX.
Il s'agissait du deuxième atterrissage réussi réalisé par un lanceur orbital SpaceX et du premier atterrissage vertical de toute organisation sur une plate-forme flottante. SpaceX a posé pour la première fois une Falcon 9 sur un sol solide à Cap Canaveral avec le vol 20, le 22 décembre 2015.

### Arrivée au port
La barge a transporté le premier étage jusqu’à Port Canaveral, en Floride, en arrivant le 12 avril 2016 (UTC), où il a été déchargé. SpaceX prévoit de conserver ce premier étage à Cap Canaveral et de mener une série de tirs d'essai pour s'assurer que le véhicule est prêt pour une future mission opérationnelle. Selon le PDG de SpaceX, Elon Musk, la fusée sera probablement testée au Kennedy Space Center Launch Complex 39. Musk a noté qu’en supposant que les tirs d’essai se déroulent bien, le premier étage pourrait probablement voler à nouveau pour une mission en juin 2016.

### Vols suivants du premier étage
Le premier étage du vol CRS-8 a été sélectionné pour être le premier à voler plusieurs fois, au début de 2017,. Des tests supplémentaires ont été effectués avant que SpaceX ne certifie l'aptitude du premier étage à être réutilisé lors d’un nouveau lancement. Le 31 janvier 2017, SpaceX a publié une photo d'un test de mise à feu statique de cette étape au Texas. Il a volé à nouveau le 30 mars 2017, dans le cadre du vol 32 d’une Falcon 9 transportant le satellite de communication SES-10. Le premier étage à ensuite été récupéré une deuxième fois après avoir atterri sur la barge de récupération Of Course I Still Love You.
Dans le cadre d'un processus de test multi-véhicules de plusieurs mois pour réutiliser les premiers étages Falcon 9, un autre premier étage – du vol 24 qui transportait JCSAT-14 – a été désigné « véhicule de référence » pour des tests supplémentaires, car il a rencontré « des températures extrêmes pendant sa rentrée dans l'atmosphère terrestre » en mai 2016 à partir d'une trajectoire d’orbite de transfert géostationnaire plus énergique. Ce propulseur a subi une série de tests, dont un allumage moteur de 150 secondes qui s'est achevé le 28 juillet 2016.